# 比斯特里察
比斯特里察（羅馬尼亞語發音：[ˈbistrit͡sa] ⓘ，比斯特里茨，旧称Nösen，拜斯泰尔采）是位於羅馬尼亞北部特蘭西瓦尼亞地區的一個城市。是比斯特里察-訥瑟烏德縣的首府所在地。曾長期為匈牙利所統治。第一次世界大战後，該城改歸屬羅馬尼亞。在第二次世界大戰期間，被割讓給匈牙利。二戰結束後交還羅馬尼亞。